# Trémaouézan
Trémaouézan (tiếng Breton: Tremaouezan) là một xã của tỉnh Finistère, thuộc vùng Bretagne, miền tây bắc Pháp.

## Dân số
Người dân ở Trémaouézan được gọi là Tréviens.